# Salanoia
Salanoia là một chi động vật có vú trong họ Eupleridae, bộ Ăn thịt. Chi này được Gray miêu tả năm 1864. Loài điển hình của chi này là Galidia concolor (I. Geoffroy Saint-Hilaire, 1837).

## Hình ảnh

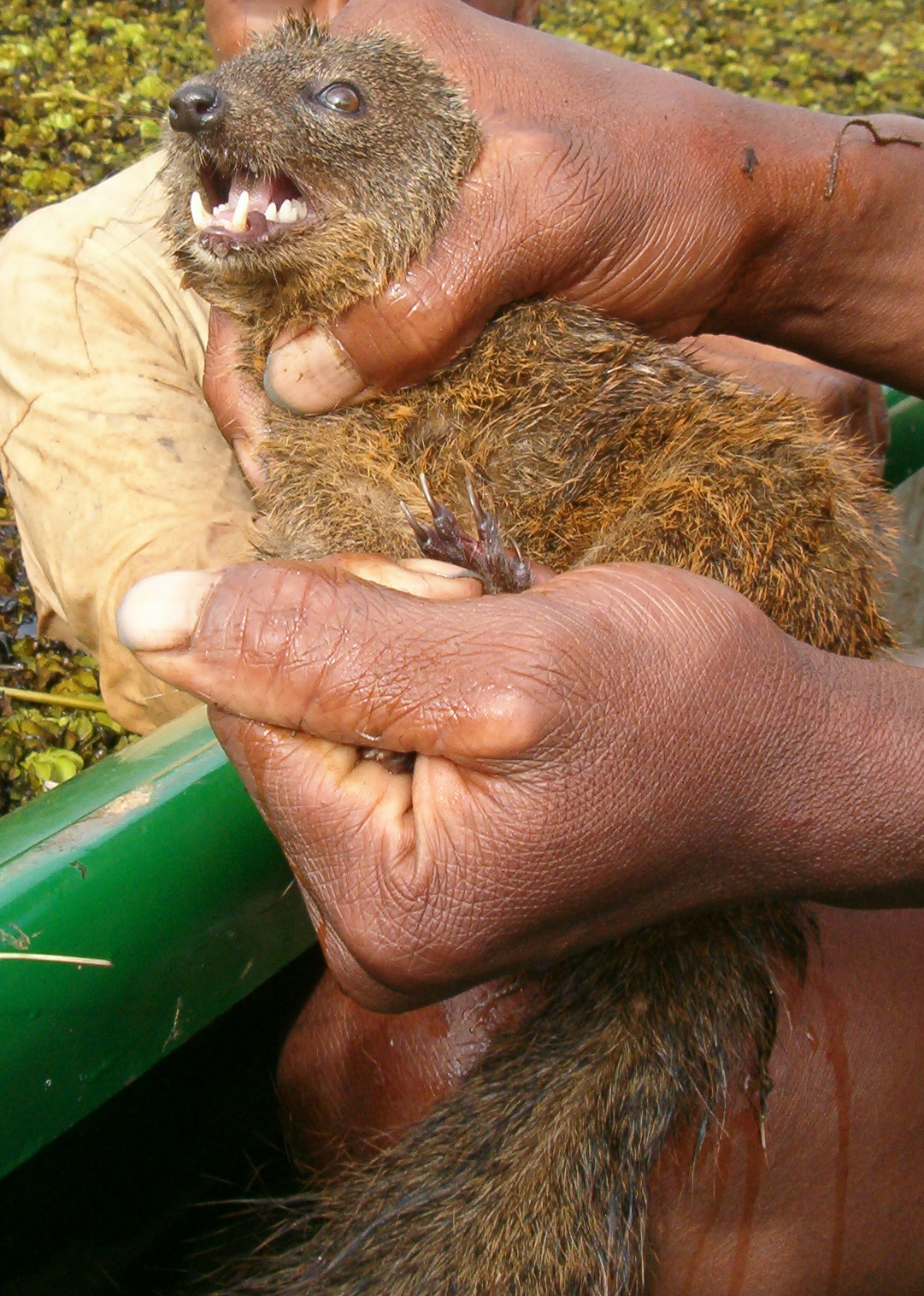

## Các loài
Chi này gồm các loài:
- Salanoia concolor
- Salanoia durrelli